# Vèze
Ne doit pas être confondu avec La Vèze.
Vèze est une commune française située dans le département du Cantal, en région Auvergne-Rhône-Alpes.

## Géographie
La commune de Vèze est située au cœur du Cézallier. Juste à côté du village, se situe le bois de Chamalière.

### Communes limitrophes
| Marcenat (par un quadripoint) | Anzat-le-Luguet (Puy-de-Dôme) |         |
| Pradiers                      | Vèze                          | Molèdes |
|                               | Allanche                      |         |

### Hydrographie
La commune est traversée par la Sianne et ses affluents, les ruisseaux de la Fontaine Saint-Martin et de la Meule.

### Climat
Pour des articles plus généraux, voir Climat d'Auvergne-Rhône-Alpes et Climat du Cantal.
En 2010, le climat de la commune est de type climat de montagne, selon une étude du CNRS s'appuyant sur une série de données couvrant la période 1971-2000. En 2020, Météo-France publie une typologie des climats de la France métropolitaine dans laquelle la commune est exposée à un climat de montagne ou de marges de montagne et est dans la région climatique  Nord-est du Massif Central, caractérisée par une pluviométrie annuelle de 800 à 1 200 mm, bien répartie dans l’année. 
Pour la période 1971-2000, la température annuelle moyenne est de 7,7 °C, avec une amplitude thermique annuelle de 15,4 °C. Le cumul annuel moyen de précipitations est de 1 146 mm, avec 11,4 jours de précipitations en janvier et 7,7 jours en juillet. Pour la période 1991-2020, la température moyenne annuelle observée sur la station météorologique de Météo-France la plus proche, « Anzat-le-Luguet_sapc »sur la commune d'Anzat-le-Luguet à 8 km à vol d'oiseau, est de 7,5 °C et le cumul annuel moyen de précipitations est de 1 207,2 mm,. Pour l'avenir, les paramètres climatiques de la commune estimés pour 2050 selon différents scénarios d'émission de gaz à effet de serre sont consultables sur un site dédié publié par Météo-France en novembre 2022.

## Urbanisme

### Typologie
Au 1er janvier 2024, Vèze est catégorisée commune rurale à habitat très dispersé, selon la nouvelle grille communale de densité à 7 niveaux définie par l'Insee en 2022.
Elle est située hors unité urbaine et hors attraction des villes,.

### Occupation des sols
L'occupation des sols de la commune, telle qu'elle ressort de la base de données européenne d’occupation biophysique des sols Corine Land Cover (CLC), est marquée par l'importance des forêts et milieux semi-naturels (79,3 % en 2018), en augmentation par rapport à 1990 (76,5 %). La répartition détaillée en 2018 est la suivante :
milieux à végétation arbustive et/ou herbacée (60,2 %), prairies (20,7 %), forêts (19,1 %). L'évolution de l’occupation des sols de la commune et de ses infrastructures peut être observée sur les différentes représentations cartographiques du territoire : la carte de Cassini (XVIIIe siècle), la carte d'état-major (1820-1866) et les cartes ou photos aériennes de l'IGN pour la période actuelle (1950 à aujourd'hui).

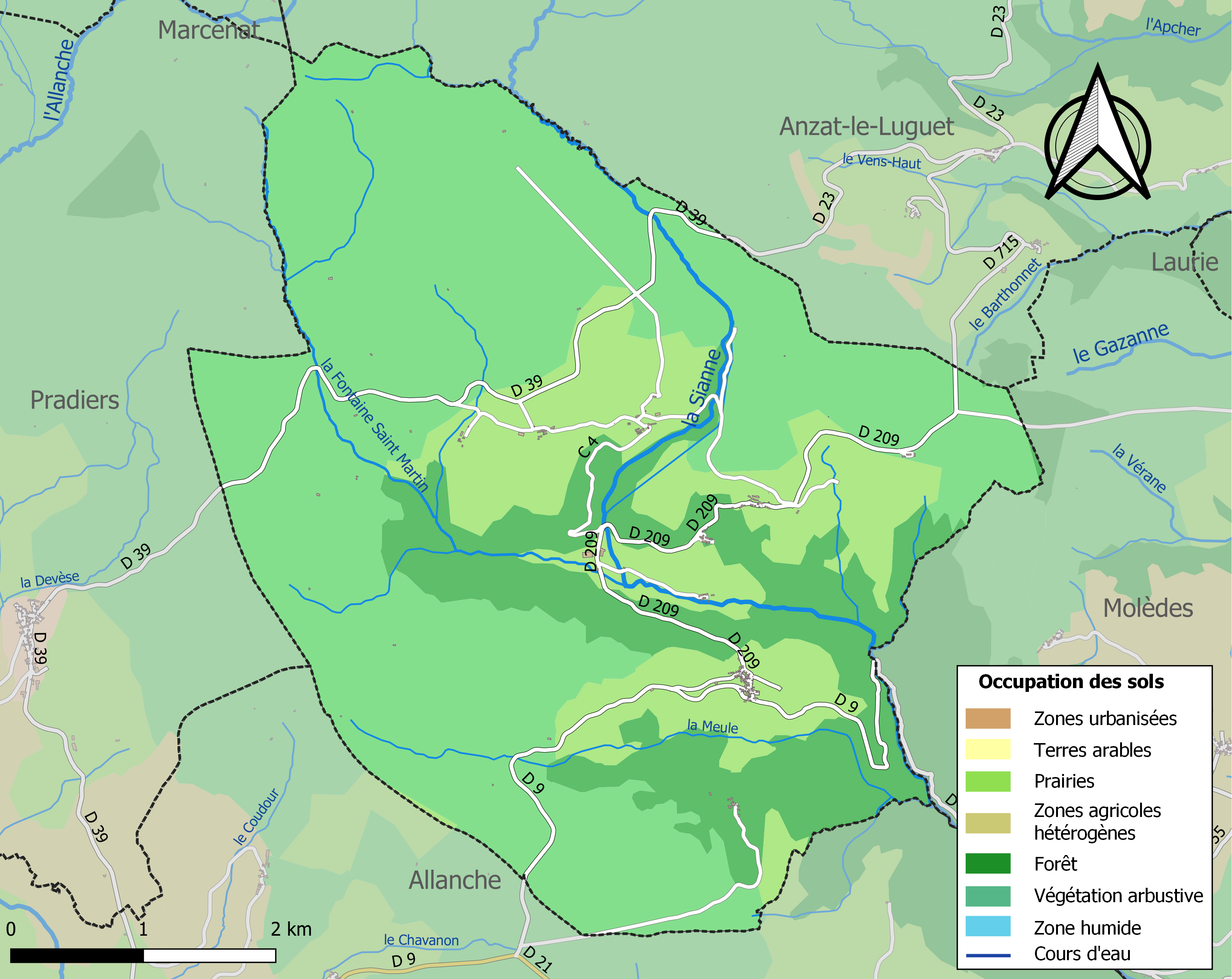
Carte des infrastructures et de l'occupation des sols de la commune en 2018 (CLC).

### Habitat et logement
En 2018, le nombre total de logements dans la commune était de 91, alors qu'il était de 101 en 2013 et de 97 en 2008.
Parmi ces logements, 37,7 % étaient des résidences principales, 54,7 % des résidences secondaires et 7,7 % des logements vacants. Ces logements étaient pour 94,8 % d'entre eux des maisons individuelles et pour 5,2 % des appartements.
Le tableau ci-dessous présente la typologie des logements à Vèze en 2018 en comparaison avec celle du Cantal et de la France entière. Une caractéristique marquante du parc de logements est ainsi une proportion de résidences secondaires et logements occasionnels (54,7 %) supérieure à celle du département (20,4 %) et à celle de la France entière (9,7 %). Concernant le statut d'occupation de ces logements, 78,4 % des habitants de la commune sont propriétaires de leur logement (68,6 % en 2013), contre 70,4 % pour le Cantal et 57,5 pour la France entière.
| Typologie                                               | Vèze | Cantal | France entière |
| ------------------------------------------------------- | ---- | ------ | -------------- |
| Résidences principales (en %)                           | 37,7 | 67,7   | 82,1           |
| Résidences secondaires et logements occasionnels (en %) | 54,7 | 20,4   | 9,7            |
| Logements vacants (en %)                                | 7,7  | 11,9   | 8,2            |

## Toponymie
En auvergnat, l'ancienne langue régionale, son nom est Vesa en graphie classique et Vezà en écriture auvergnate unifiée.

## Histoire
Le concessionnaire de la mine d’antimoine de Vèze dite de Chassagne n'était autre qu'Auguste Lumière. Il espérait que le minerai de cette mine lui donnerait des matières premières pour réaliser ses inventions. La concession fut abandonnée vers 1918 en raison de la rareté du minerai.

## Politique et administration
| Période                                  | Période      | Identité                     | Étiquette | Qualité                                                             |
| ---------------------------------------- | ------------ | ---------------------------- | --------- | ------------------------------------------------------------------- |
| Les données manquantes sont à compléter. |              |                              |           |                                                                     |
| 1791                                     | 1796         | Boyer Pierre                 |           |                                                                     |
| 1796                                     | 1797         | Derlon Pierre                |           |                                                                     |
| 1797                                     | 1802         | Boyer Pierre                 |           |                                                                     |
| 1802                                     | 1824         | Chabrol Isaac                |           |                                                                     |
| 1824                                     | 1830         | Boyer Jean-Pierre            |           |                                                                     |
| 1830                                     | 1855         | Chabrol Jean-Claude          |           |                                                                     |
| 1855                                     | 1871         | Pagenelle Jean               |           |                                                                     |
| 1871                                     | 1884         | Sabatier Antoine             |           |                                                                     |
| 1884                                     | 1888         | Marque Louis                 |           |                                                                     |
| 1888                                     | 1892         | Pichot Jean                  |           |                                                                     |
| 1892                                     | 1896         | Roughol Jean-Baptiste        |           |                                                                     |
| 1896                                     | 1900         | Pichot Jean                  |           |                                                                     |
| 1900                                     | 1908         | Chabrol Gabriel Isaac        |           |                                                                     |
| 17 mai 1908                              | 1937         | Boyer Emmanuel               |           | Chevalier de la Légion d'honneur en 1936, décédé pendant son mandat |
| 1937                                     | 1938 (décès) | Orcaire Joseph-pierre        |           |                                                                     |
| 1938                                     | 1953         | Ganet Antoine                |           |                                                                     |
| 1953                                     | 1971         | Dellac Raoul                 |           |                                                                     |
| 1971                                     | 1995         | Galleyrand Antoine           |           |                                                                     |
| mars 2001                                | mars 2008    | Robert Vinatier              |           |                                                                     |
| mars 2008                                | mai 2020     | Marie-Claude Romain-Gauthier | DVG       | Agricultrice (réélue en mars 2014)                                  |
| mai 2020                                 | En cours     | Aurélie Bresson              |           | Conseillère départementale du canton de Murat (2021 → )             |

## Population et société

### Démographie
L'évolution du nombre d'habitants est connue à travers les recensements de la population effectués dans la commune depuis 1793. Pour les communes de moins de 10 000 habitants, une enquête de recensement portant sur toute la population est réalisée tous les cinq ans, les populations de référence des années intermédiaires étant quant à elles estimées par interpolation ou extrapolation. Pour la commune, le premier recensement exhaustif entrant dans le cadre du nouveau dispositif a été réalisé en 2006.

En 2022, la commune comptait 64 habitants, en évolution de +10,34 % par rapport à 2016 (Cantal : −1,08 %, France hors Mayotte : +2,11 %).
| 1793 | 1800 | 1806 | 1821 | 1831 | 1836 | 1841 | 1846 | 1851 |
| ---- | ---- | ---- | ---- | ---- | ---- | ---- | ---- | ---- |
| 698  | 504  | 667  | 646  | 707  | 699  | 637  | 687  | 665  |

| 1856 | 1861 | 1866 | 1872 | 1876 | 1881 | 1886 | 1891 | 1896 |
| ---- | ---- | ---- | ---- | ---- | ---- | ---- | ---- | ---- |
| 636  | 615  | 550  | 553  | 580  | 536  | 589  | 589  | 502  |

| 1901 | 1906 | 1911 | 1921 | 1926 | 1931 | 1936 | 1946 | 1954 |
| ---- | ---- | ---- | ---- | ---- | ---- | ---- | ---- | ---- |
| 608  | 625  | 554  | 448  | 416  | 403  | 340  | 318  | 273  |

| 1962 | 1968 | 1975 | 1982 | 1990 | 1999 | 2006 | 2011 | 2016 |
| ---- | ---- | ---- | ---- | ---- | ---- | ---- | ---- | ---- |
| 262  | 235  | 198  | 159  | 139  | 100  | 71   | 65   | 58   |

| 2021 | 2022 | - | - | - | - | - | - | - |
| ---- | ---- | - | - | - | - | - | - | - |
| 60   | 64   | - | - | - | - | - | - | - |

### Activités liées à la commune

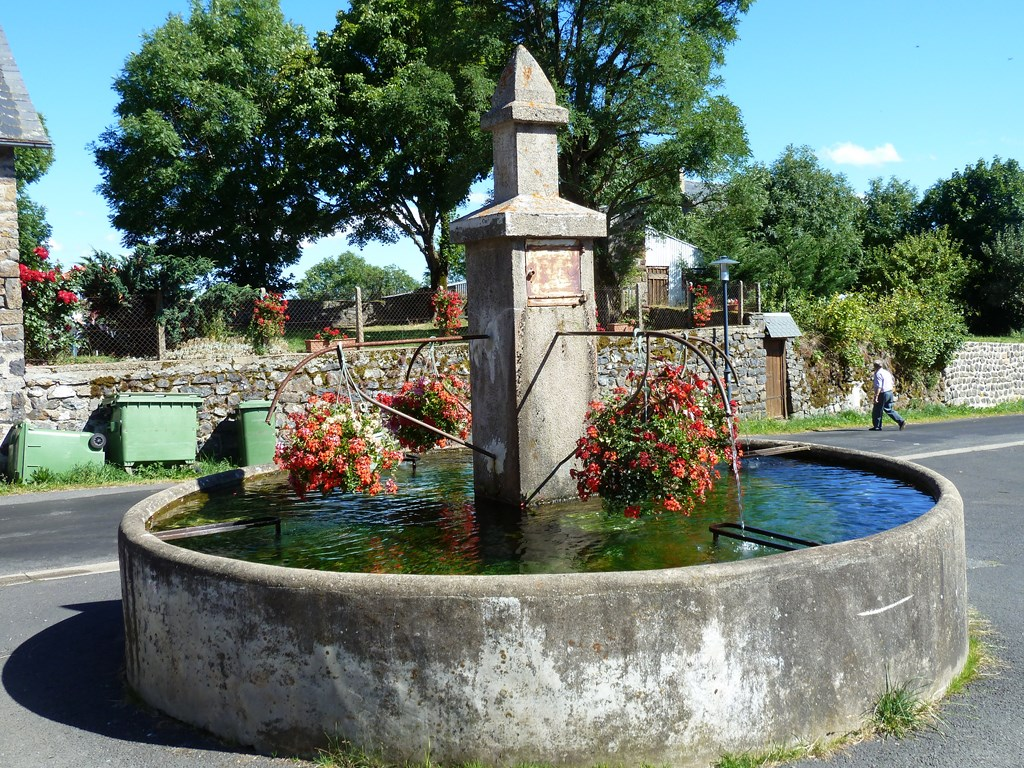
Fontaine du village.

L'estive est et a été massivement pratiquée sur la montagne de Vèze. En témoignent les nombreux burons qui sont encore pour certains utilisés aujourd'hui.

## Culture locale et patrimoine

### Lieux et monuments

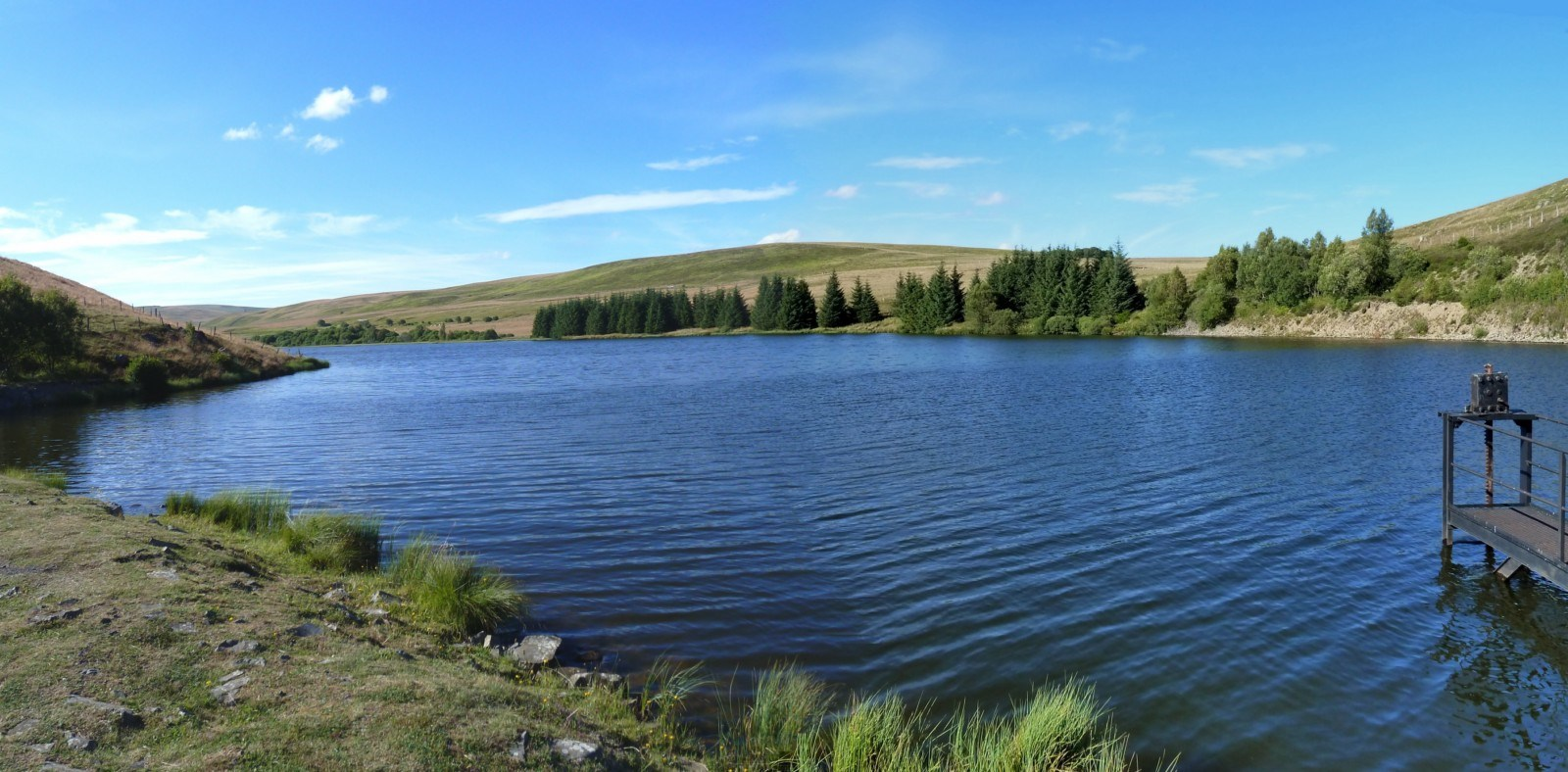
Lac de la Terrisse.

La roche de la Griffe (joli panorama). Lac d'altitude de la Terrisse. Cascade de la Terrisse. La Brèche de Giniol, table d’orientation. Patrimoine local. Fours banaux en cours de restauration, fontaines, travails croix de Baptiste avec panorama sur la chaîne des Puys. Écoute du brame du cerf.
L'église Saint-Caprais du village fut érigée au premier tiers du XIIe siècle. Elle a été dévastée pas les Anglais en 1377. Des travaux de rénovation eurent lieu au XVe siècle, et c'est à cette époque-là que l'église pris la forme d'une croix latine. Peintures murales cachées par le retable.
Un autre monument célèbre est le château de Fortuniers. Malheureusement, il ne reste quasiment plus rien de ce château aujourd'hui. Il appartenait depuis le XIIIe siècle à la famille des Rochefort d'Ally.
Au lieu-dit Roches de Porte se dresse un énorme rocher mystérieux. C'est sur ce rocher que se serait arrêté Pierre l'Ermite au XIe siècle. La légende dit que les marques que l'on peut encore observer dans les roches sont celles des sabots de son cheval.
Un autre site du village est le site de la croix de Baptiste situé au col de la Croix de Baptiste (1 229 m).
Villages de la commune :
- La Jarrige ;
- Chazeloup ;
- La Terrisse ;
- Aubevio ;
- Moudet ;
- La Tour.
  - Le Lac

Accueil :
- Restaurant « L'Auvergnat ». Gîte de montagne (dortoir 12 pers., salle à manger, douches, WC, chauffage, TV, jardin) ;
- Gîte (12 pers. à la Terrisse).

Activités-Loisirs : sentiers pédestres balisés.

### Personnalités liées à la commune
- Alphonse Vinatié : instituteur et archéologue